# 旺氏黑口魚
旺氏黑口魚為黑頭魚科的其中一種，為深海魚類，分布於西北太平洋日本海域，深度可達800公尺，棲息在中層水域，生活習性不明。

## 扩展阅读
維基物種上的相關：旺氏黑口魚